# Hårsåssjön (Öxabäcks socken, Västergötland)
Hårsåssjön är en sjö i Marks kommun i Västergötland och ingår i Viskans huvudavrinningsområde.